# The Sims Carnival
The Sims Carnival er et onlineforum hvor man efter registrering kan dele sine spil.
Spillene, man kan dele, er Bumperblast (et shump em up spil med 50 baner og simmer som hoveder) og snapcity (et SimCitylignende puslespil/arkadespil hvor man lægger tingene som klodser). 
Spillene kan kun fås online på Eas hjemmeside eller gratis 30 minutter på andre sider. Spillene koster omtrent 80 kroner i Danmark.